# This Is the Night (пісня Курта Каллеї)
«This Is the Night» — пісня мальтійського співака Курта Каллеї, з якою він представлятиме Мальту на пісенному конкурсі Євробачення 2012 в Баку. За результатами другого півфіналу, який відбувся 24 травня, композиція пройшла до фіналу.